# Sporobolomyces holsaticus
Sporobolomyces holsaticus är en svampart som beskrevs av Windisch ex Yarrow & Fell 1980. Sporobolomyces holsaticus ingår i släktet Sporobolomyces, ordningen Sporidiobolales, klassen Microbotryomycetes, divisionen basidiesvampar och riket svampar.   Inga underarter finns listade i Catalogue of Life.